# Метод неселективної обробки пластів
Метод неселективної обробки пластів (рос. метод неселективной обработки пластов; англ. method of non-selective formation treatment; нім. Methode f der unselektiven Schichtenbehandlung) — метод діяння на привибійну зону продуктивного пласта, який не забезпечує цілеспрямованої дії на окремі інтервали продуктивного пласта внаслідок відсутності селективних властивостей системи «робочий агент — пластова підсистема» (флюїди і пласт-колектор). Наприклад, проста кислотна обробка, гідророзрив пласта (звичайний), обробка розчином поверхнево-активної речовини, ізоляція припливу пластових вод з використанням смол тощо. Протилежне: метод селективної обробки пластів.